# 額磷沁多爾濟
額磷沁多爾濟（?—?），喀尔喀蒙古赛音诺颜部人，博尔济吉特氏。清朝蒙古王公，第七代赛音诺颜部旗亲王。达延汗巴图蒙克、格哷森札札赉尔、图蒙肯、善巴后裔，第六代赛音诺颜部旗亲王車登扎布之子，第八代赛音诺颜部旗亲王朋楚克達什的弟弟。
乾隆五十一年（1786年），額磷沁多爾濟袭封喀尔喀赛因诺颜扎萨克镇国公。乾隆五十七年（1792年），車登扎布去世。乾隆五十八年（1793年），額磷沁多爾濟袭爵赛因诺颜扎萨克亲王。嘉庆五年（1800年）額磷沁多爾濟因为获罪被嘉庆帝削爵，嘉庆七年（1802年），額磷沁多爾濟的弟弟朋楚克達什袭封喀尔喀赛因诺颜扎萨克亲王。